# 伊比亚伊
伊比亚伊是巴西米纳斯吉拉斯州的一个市镇。总面积870.453平方公里，总人口7571人，人口密度8.7人/平方公里。